# کامفورت (برند)
کامفورت (انگلیسی: Comfort) یک برند نرم‌کننده پارچه بریتانیایی است که توسط یونیلیور به بازار عرضه شده است. این طیف شامل کامفورت پیور (Comfort Pure) (برای پوست‌های ظریف) و کامفورت کرم (Comfort Crème) (یک برند پرمیوم) است.
این محصول با نام‌های سافت (Soft) در شیلی، بادین (Badin) در اسرائیل و مولتو (Molto) در اندونزی به فروش می‌رسد و انواعی مشابه با کافورت دارد.